# Гертруд Штефанек
Гертруд Штефанек (угор. Stefanek Gertrúd, нар. 5 липня 1959) — угорська фехтувальниця на рапірах, дворазова бронзова призерка Олімпійських ігор (1980 та 1988 роки), чемпіонка світу.

## Виступи на Олімпіадах
| Олімпіада      | Дисципліна           | Місце |
| -------------- | -------------------- | ----- |
| Москва 1980    | індивідуальна рапіра | 26    |
| Москва 1980    | командна рапіра      | 3     |
| Сеул 1988      | індивідуальна рапіра | 6     |
| Сеул 1988      | командна рапіра      | 3     |
| Барселона 1992 | індивідуальна рапіра | 17    |
| Барселона 1992 | командна рапіра      | 7     |